# Silver Surfer

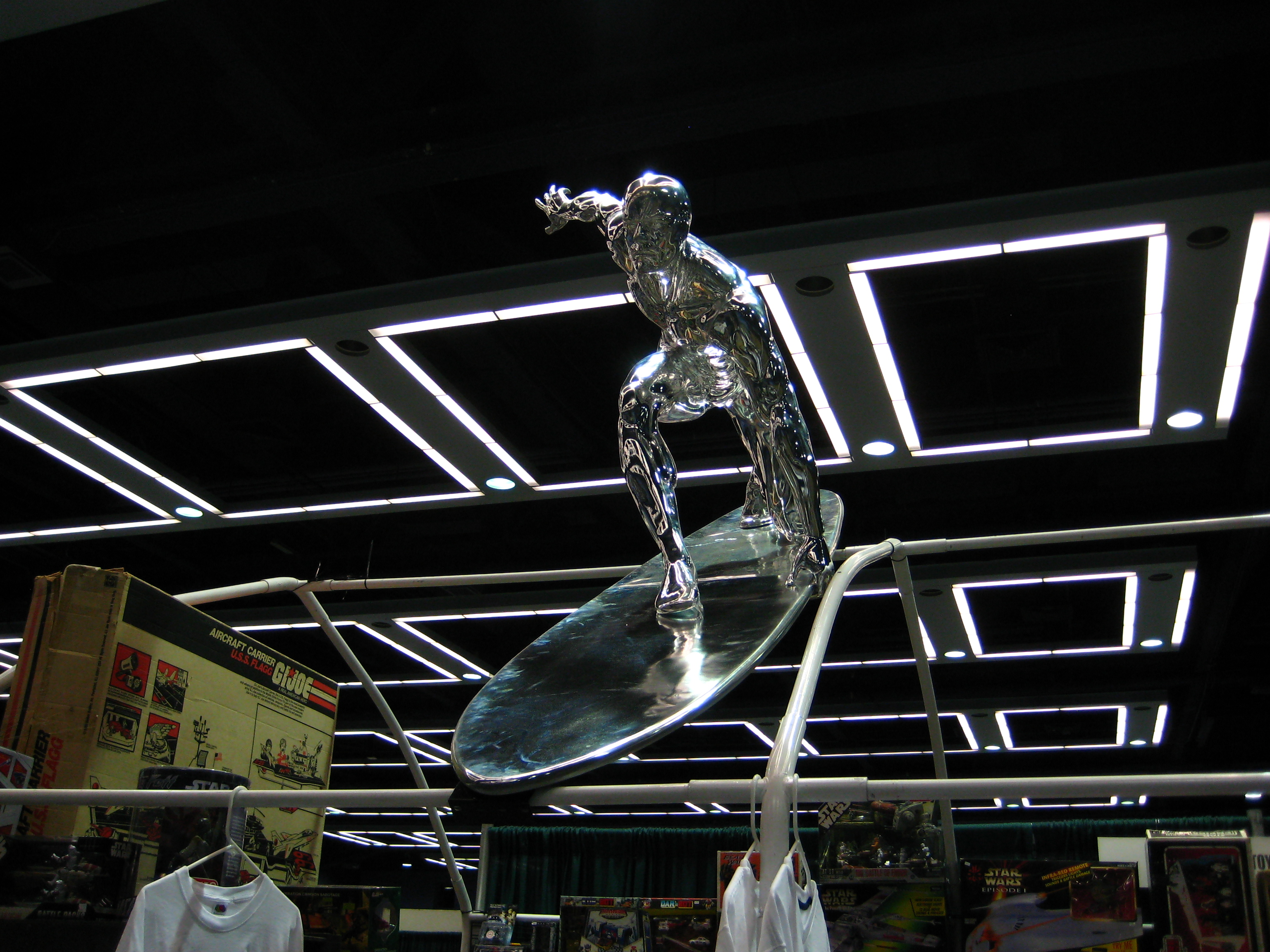
Standbild des Silver Surfers auf der Emerald City Comic-Convention in Seattle, USA, 2008

Der Silver Surfer ist eine Comic-Figur aus der Superhelden-Welt der Marvel Comics, die von Jack Kirby und Stan Lee erschaffen wurde. Sie wurde in der Story The Coming of Galactus (Galactus’ Ankunft) in der Serie The Fantastic Four 1966 eingeführt, in einer Geschichte, die sich über drei Hefte erstreckte. Nach mehreren weiteren Gastauftritten erhielt der Silver Surfer 1968 eine eigene Reihe, die von John Buscema gezeichnet wurde. Jack Kirby zeichnete das achtzehnte und letzte Heft. Stan Lee schuf mit Kirby 1978 eine eigenständige Graphic Novel mit dem Surfer.
Ein einmaliges, von John Byrne gezeichnetes Silver-Surfer-Heft erschien im Juni 1982. Im Juli 1987 begann eine wieder regelmäßig erscheinende Reihe, geschrieben von Steve Englehart und später Jim Starlin, gezeichnet von Marshall Rogers und Ron Lim. Weitere Autoren und Zeichner folgten. Das letzte Heft dieser Serie, #146, erschien 1998. Die Graphic Novel The Silver Surfer: Parable (in zwei Teilen, 1988/89), wieder von Stan Lee geschrieben, gezeichnet von Jean Giraud, alias Moebius, gewann 1989 einen Eisner Award.

## Geschichte des Silver Surfers
Der Silver Surfer war ursprünglich ein Zenn-Lavianer namens Norrin Radd, der mit seiner Geliebten Shalla Bal auf dem friedlichen und hochentwickelten Planeten Zenn-La im Deneb-System lebte. Als Zenn-La von dem weltenzerstörenden Galactus (The Devourer of Worlds und Third Force of the Universe) angegriffen wurde, bot sich der Silver Surfer ihm als Herold an, um seine Welt zu retten. Galactus, der Planetenfresser, auch Sohn von Ewigkeit und Tod genannt, gab seinem neuen Diener eine silberne Gestalt, ein Surfbrett-ähnliches Fortbewegungsmittel und enorme kosmische Kräfte, mit denen er u. a. Lebewesen heilen kann. Die Aufgabe dieses Herolds war es, im Universum nach neuen Planeten zu suchen, von denen sich Galactus ernähren könne. Seine Suche gilt dabei unbewohnten Planeten und seiner nun unerfüllbaren Liebe zu Shalla Bal.
Nachfolger als Herolde von Galactus waren:
1. Gabriel, the Airwalker (ein Xandarianer)
2. Firelord (Pyreus, auch ein Xandarianer und Offizier an Bord von Gabriels Schiff)
3. Terrax the Tamer mit seiner kosmischen Axt
4. Nova (Frankie Raye, Fantastic Four #164, die eine Zeit lang die Gefährtin des Surfers war)
5. Morg
6. Red Shift

Seine Erzfeinde sind der extra-dimensionale Dämon Mephisto (Erstauftritt Ausgabe #3), Thanos von Titan, Super Skrull, Overlord, Morg, Terrax und Evil Nebula. Zu den Verbündeten des Silver Surfers gehören die Fantastischen Vier, Thor, Adam Warlock, Drax the Destroyer, Moondragon, The Infinity Watch.
Die Einzelserie wurde eingestellt, da die Leser ihn lieber in anderen Serien sehen wollten. Auf Grund des Endes der Serie, in welcher der Silver Surfer sich scheinbar gegen die undankbaren Menschen stellt, entstand ein Cliffhanger, mit dem die Autoren nicht umzugehen wussten. Eine spätere Kurzserie erschien 1982 (John Byrne) und ab 1987 (Text: Steve Engelhart, ab Ausgabe #15 mit großem Erfolg Ron Lim als Zeichner, ab #34 Joe Starlin als Schreiber, der auch die Crossover-Saga The Infinity Gauntlet entwarf) eine neue Serie. Ab Ausgabe #111 wurde unter Schreiber Ron Marz die Handlung verändert, der Surfer reiste ans andere Ende des Universums (Uni-Lord-Saga). Bei seiner Rückkehr findet er Zenn-La verwüstet vor, eine erneute Veränderung im Handlungsstrang. Es stellt sich heraus, dass Zenn-La von einer neuen Rasse, den 'Anderen' (The Others), vor langem zerstört worden war und Galactus es als Bild über die letzten 50 Jahre aufrechterhalten hatte. In der Folgezeit verbrachte der Surfer mehr Zeit auf der Erde mit seiner neuen Liebe, Alicia Masters. Die Serie lief Ende 2005 aus. Im Februar 1998 wurde eine Trickfilmserie produziert, die aber aufgrund von Differenzen zwischen Marvel und dem Fernsehproduzenten Saban nach 13 Episoden eingestellt wurde, den Surfer jedoch populärer machte. Eine neue Mini-Serie Galactus: The Devourer erschien 1999.

## Klassischer Comic
Bei seinem ersten Auftreten in der Fantastischen Vier-Reihe wird der Silver Surfer zur Erde geschickt, um sie darauf vorzubereiten, von Galactus verschlungen zu werden. Die Fantastischen Vier werden von einem kosmischen Wesen, dem Beobachter (The Watcher) gewarnt, der aus einer alten Rasse stammt, die normalerweise das kosmische Geschehen nur beobachtet. Zwischen dem Surfer und den Fantastischen Vier entbrennt ein Kampf, in dessen Verlauf der Silver Surfer Alicia Masters kennen lernt. Diese überzeugt ihn davon, dass die Erde es wert sei, gerettet zu werden. Die edlen Gefühle und die hohen ethischen Werte seiner Gegner sprechen ihn an. Im anschließenden Kampf gegen Galactus gelingt der Sieg nur durch den Einsatz der Menschlichen Fackel (Human Torch), eine Superwaffe, den Ultimate Nullifier, aus Galactus’ Raumschiff zu stehlen und zu drohen, sie gegen Galactus einzusetzen.
Galactus sieht davon ab, die Erde und seinen Boten, den Surfer, zu vernichten, belegt diesen jedoch mit dem Fluch, nie wieder zu seiner Heimat zurückkehren zu können und baut eine unsichtbare Barriere auf, die ihn daran hindert, die Erde zu verlassen. Dennoch wird der Surfer nicht von den Menschen akzeptiert und muss weiterhin als Einzelgänger durch die Welt streifen. Sein Hauptmotiv ist dabei, den Planeten zu verlassen und in seine Welt zurückzukehren, jedoch muss er immer wieder feststellen, dass er die Erdenbewohner trotz ihrer gewaltigen charakterlichen Defizite (Krieg, fehlendes Vertrauen, übermäßige Furcht vor Fremdem etc.) retten muss, um nicht selbst seine hohen Werte, die er als Norrin Radd verinnerlichte, zu verletzen. Später hebt Galactus diese Barriere wieder auf, jedoch nur, um den Silver Surfer gezielt zu täuschen, indem sich seine große Liebe Shalla Bal scheinbar auf einen Anderen eingelassen hat. Dieses Täuschungsmanöver misslingt am Ende, bindet den Silver Surfer jedoch endgültig an die Erde und somit die Menschheit, die auch weiterhin alle seine Versuche der Unterstützung mit großer Verachtung straft …
In einer zweiten Storyline der deutschen Fantastischen Vier kommt „Das Ding“ bei einem weiteren Versuch Reed Richards, den Silver Surfer mit Hochtechnik von seinem Bann zu befreien, auf die simple, jedoch rettende Idee, dass eventuell das Surfbrett an sich der Grund sein könnte, weshalb der Silver Surfer die Barriere nicht durchdringen kann. Daraufhin verwandelt der Silver Surfer sein Surfbrett in reine Energie, fliegt mit den Fantastischen Vier in deren Raumschiff über die Grenze, die ihn bisher immer wieder zurückwarf und holt dann das Brett (noch in Energieform) nach. Der Silver Surfer ist frei. Er verwandelt das Surfbrett in seine ursprüngliche Form zurück und beginnt seine Reise durch das All.

## Kräfte und Fähigkeiten
Der Silver Surfer besitzt eine gewaltige kosmische Kraft (die power cosmic). Sie wurden ihm von Galactus verliehen, als er Norrin Radds Körper verwandelte. Der Surfer besitzt die Fähigkeit, die überall vorhandene kosmische Energie zu kanalisieren und sie konzentriert auszustrahlen. Er ist in der Lage, die Energie offensiv einzusetzen und mit Strahlen aus seinen Händen ganze Städte zu vernichten, kann die Kräfte aber auch benutzen, um einzelne Moleküle zu versetzen und so zum Beispiel die Farbe einer Blume zu ändern. Er kann jedoch nicht ein Element in ein anderes verwandeln.
Seine silberne Haut ist nur von wenigen Kräften des Universums durchdringbar. Auch sein Körperinneres ist außergewöhnlich resistent gegenüber Angriffen. Er kann begrenzt der Hitze in der unmittelbaren Nähe von Sonnen trotzen. Vakuum, Geschwindigkeiten nahe der des Lichts, aber auch dem Hyperraum kann der Surfer ohne Nachteile widerstehen. Seine durch die kosmische Energie verstärkten Sinne ermöglichen es ihm, durch Konzentration Energiespuren wahrzunehmen. Besonders Lebensenergie ist für ihn ortbar. Bis zu einem bestimmten Grad kann er mit Hilfe seiner kosmischen Kräfte Lebewesen stärken und heilen. Der Surfer ist jedoch nicht in der Lage, selbst Leben zu erschaffen oder Tote wiederzuerwecken. Er muss nicht essen und atmen, da er seine Lebenskräfte direkt durch die kosmische Energie erhält. Sein Körper würde zwar keinen Schlaf benötigen, doch braucht sein Geist die Möglichkeit zu träumen.
Erreicht der Silver Surfer 99 % der Lichtgeschwindigkeit, kann er sich in den Hyperraum versetzen. Er ist auch in der Lage, seine körpereigene Materie so weit zu komprimieren, dass er ins Mikroversum vordringen kann. Auch benutzte er seine Kräfte einmal, um durch die Zeit zu reisen. Normalerweise scheint dies jedoch eher nicht möglich.
Sein „Surfbrett“ besteht aus einem unbekannten Material und wurde von Galactus gleichzeitig mit dem Surfer geschaffen. Es besitzt dieselben Eigenschaften und das gleiche Aussehen wie die silberne Haut des Surfers. Außer Galactus sind wohl nur wenige Mächte in der Lage, es zu beeinflussen. Das Brett ist psionisch mit dem Silver Surfer verbunden und kann mental von ihm gesteuert werden. Über die genaue Art der Verbindung ist jedoch nichts bekannt. Offensichtlich benutzt es, wie der Surfer selbst, kosmische Energie.

## Fernsehserie
In der Zeichentrickserie, die auch in Deutschland ausgestrahlt wurde, reist der Silver Surfer entgegen dem Comic durch das gesamte Weltall. Dabei weiß er zuerst gar nichts von seinem Schicksal, da Galactus sein Gedächtnis versperrt hat und Erinnerungen erst später zugänglich werden. Ab diesem Zeitpunkt rebelliert der Diener des Weltenessers Galactus gegen seinen Herrn.
Außerdem existiert zentral im Geschehen eine Person namens Der Beobachter (s. o.), die das Universum beobachten und alle bedeutsamen Ereignisse aufzeichnen soll, ohne jedoch direkt einzugreifen. Dagegen verstößt er jedoch, als er die Bewohner von Zenn-La vor dem Eintreffen von Galactus warnt. Die Serie wurde, wegen der großen Unterschiede zum Comic, nach der 13. Episode eingestellt und endet mit einem Cliffhanger, acht weitere Folgen wurden geschrieben, jedoch nie produziert.

## Film
Der Surfer spielt eine wichtige, titelgebende Rolle im zweiten Teil der Fantastic-Four-Filmreihe, Fantastic Four: Rise of the Silver Surfer, für den er von der Effekteschmiede Weta Digital nach menschlicher Vorlage von Doug Jones per Motion-Capture-Verfahren zum Leben erweckt wurde. Der Film war ab dem 14. August 2007 in den deutschen Kinos zu sehen.

## Sonstiges
Das aus dem Jahr 1987 stammende Album Surfing with the Alien von Joe Satriani zeigt den Silver Surfer auf dem Cover. Die Songstile reichen dabei von Hochstimmung bis Melancholie, welche mit den Stimmungen des Surfers während seiner Reisen vergleichbar sind. Ebenfalls Bezug nimmt Satriani auf den Silver Surfer in seinem 1989 veröffentlichten Album Flying in a Blue Dream mit dem Titel Back to Shalla-Bal. Des Weiteren brachte Ibanez zum 20. Unternehmensjubiläum zusammen mit Joe Satriani eine Sonderedition des Joe-Satriani-Signaturmodells als Silver Surfer Edition heraus.
Im Jahr 1999 veröffentlichte Hardy Hard den Titel Silver Surfer. Das Cover der Schallplatte spielt auch auf den aus den Comics bekannten Silver Surfer an. Im Januar 2009 veröffentlichten Dave Darell ft. Hardy Hard ihre gemeinsame Interpretation von Silver Surfer 2009 im Electro-House-Gewand.
Auf ihrem Album „Schwer Scheff“ hat die Band Die Schröders dem Silver Surfer einen 14-minütigen Titel gleichen Namens gewidmet.
Auf dem 1997 veröffentlichten Album Accident of Birth von Bruce Dickinson befindet sich der Titel Darkside of Aquarius. Das Lied hat eine klassische Weltuntergangsthematik, zunächst treten vier Reiter auf. Gegen Ende kommt unerwartet der Silver Surfer hinzu, um die Welt zu retten.
Silver Surfer taucht als Thema auch im Erotikthriller Atemlos (Breathless; 1983) mit Richard Gere in der Hauptrolle auf (Poppiges Remake des kühlen Klassikers Außer Atem von Jean-Luc Godard). Dort liebt der Schmalspur-Ganove Jesse (Richard Gere) schnelle Autos, Jerry Lee Lewis und den Comic-Helden Silver Surfer.